# Bremen-Marathon

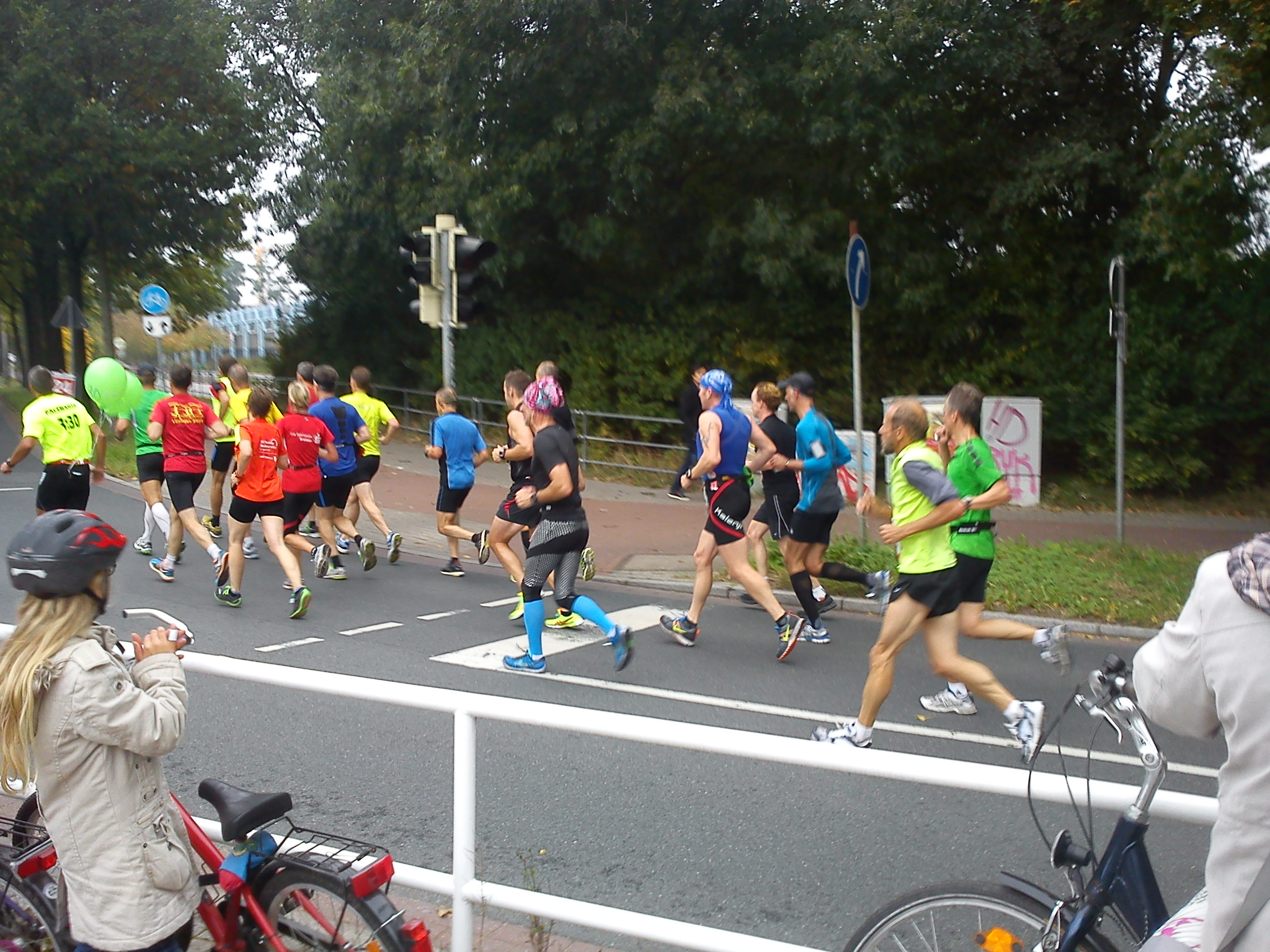
Eine Läufer-Gruppe während des Bremen-Marathons 2013.

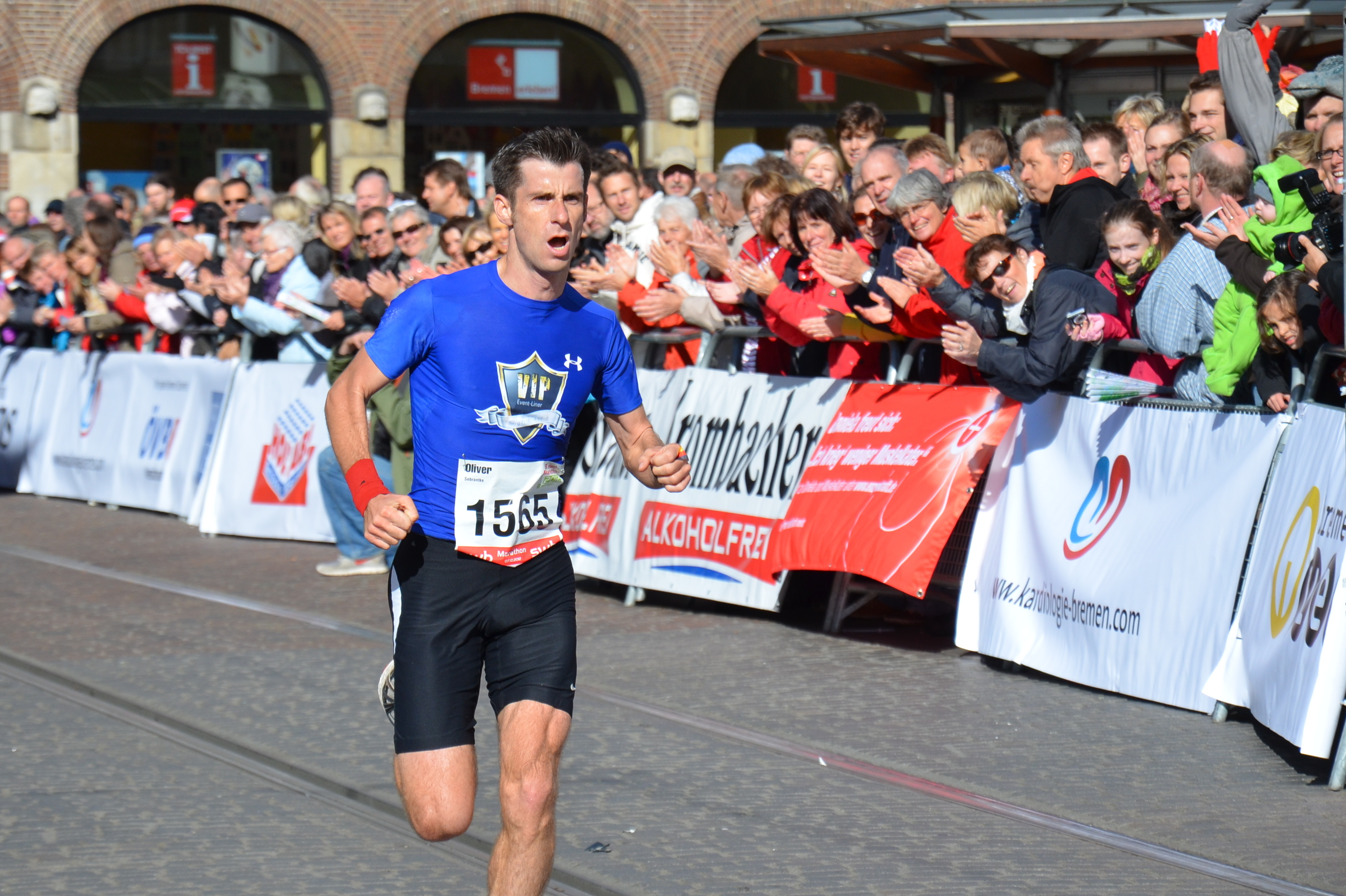
Zieleinlauf von Oliver Sebrantke beim Bremen-Marathon 2012. Er gewann die Austragungen der Jahre 2009, 2011, 2013, 2014, 2015, 2016 und 2021.

Der Bremen-Marathon (vollständige Bezeichnung swb-Marathon Bremen nach dem Hauptsponsor swb AG) ist ein Marathonlauf in der nordwestdeutschen Großstadt Bremen, der jährlich Ende September oder Anfang Oktober ausgetragen wird. Er fungiert zeitgleich als niedersächsische und bremische Meisterschaft in dieser Disziplin. Noch unter dem Namen Bremen-Marathon durch Stadt und Land fand er erstmals 1983 statt, wurde allerdings 1992 eingestellt. Es dauerte bis 2005, ehe man eine Neuauflage mit veränderter Streckenführung realisieren konnte. Zurzeit findet er jährlich statt.
Zum Rahmenprogramm des Wettbewerbes gehören seit 1986 ein 10-km-Lauf und seit 2006 auch ein Halbmarathon. Außerdem findet ein Kinderlauf statt.

## Geschichte

### Vorläufer und erste Auflage
Die Historie wettkampforientierter Marathonläufe reicht in Bremen bis in die frühe Nachkriegszeit zurück. Im August 1949 wurde in der Hansestadt die deutsche Meisterschaft in dieser Disziplin ausgetragen. Es dominierten die Läufer des Reichsbahn SV Stuttgart und Wilhelm Bürklein errang in 2:53:11 h den Einzeltitel. Siebzehn Jahre später nahmen 1965 in Bremen über 3800 Sportler am ersten Norddeutschen Volkslauf teil.
Schließlich kam es Anfang der 1980er-Jahre – unter maßgeblichem Engagement von Heinz Spies (* 1937) vom Post SV, der auch als Renndirektor fungierte – zur Etablierung des Bremen-Marathons, der zunächst noch unter der Bezeichnung Bremen-Marathon durch Stadt und Land firmierte. Die Organisation der ersten Austragung nahm über zwei Jahre in Anspruch und kostete 150.000 D-Mark. Dafür stellte der bremische Senat eine Bürgschaft von 35.000 D-Mark zur Verfügung. Beim Startgeld von 25 D-Mark hätte es 6000 Anmeldungen bedurft, um die Veranstaltung kostendeckend zu realisieren. Tatsächlich traten am Morgen des 24. April 1983 etwa 2800 Läufer zum Start an. Unter ihnen waren neben Lutz Philipp und Manfred Steffny auch die Bremer Politiker Henning Scherf (Sportsenator), Reinhard Hoffmann (Leiter des Sportamtes), Wolfgang Kahrs (Justizsenator) sowie Udo Wille (Bürgerschaftsabgeordneter). Als Favoriten gingen Michael Spöttel, der Schwede Kjell-Erik Ståhl sowie der Brite Chris Stewart ins Rennen, die am Ende bei einem Sieg Ståhls auch tatsächlich die ersten drei Plätze unter sich ausmachten.
Bei der zweiten Austragung konnten 1984 bereits 3280 Starter (davon rund 500 Frauen) registriert werden; 1985 waren es 3222. Sehr uneinheitlich war im Laufe der Jahre die Gestaltung der Prämien und Preisgelder. So wurden der männliche Sieger sowie die männlichen und weiblichen Bremer Meister 1987 beispielsweise mit einer Reise zum Marathon im chinesischen Dalian belohnt. 1989 erhielten die Frauen-Siegerin Dagmar Knudsen einen Kleinwagen und der Gewinner bei den Herren, Andreas Wüstefeld, 3000 D-Mark. Boay Gurgo sicherte sich 1991 als Sieger ein Preisgeld in Höhe von 10.000 D-Mark. Zudem wurden bisweilen Prämien ausgeschüttet, die sich nach der erreichten Zeit richteten. Bekannte internationale Läufer erhielten darüber hinaus zum Teil stattliche Antrittsprämien, um die Strahlkraft des Bremen-Marathons zu erhöhen. Dies gelang jedoch nur bedingt.
Zwar lobte 1986 Erich Vellage, Damen-Marathontrainer im Deutschen Leichtathletik-Verband, die Veranstaltung in den höchsten Tönen bis hin zur Aussage „Der Bremen-Marathon ist für mich derzeit die Topveranstaltung in der Bundesrepublik.“ Es gab allerdings auch stark gegenteilige Meinungen. So äußerte sich 1987 der Sieger Udo Grimm aus Neuss mit den Worten:
„Ich wollte hier in Bremen eigentlich unter die 2:17 laufen. Aber wie soll das gehen, wenn überhaupt keine anderen starken Läufer am Start sind? Hier werden bald Zeiten um die 2:30 gelaufen. Wenn das so weitergeht, erreicht der Bremen-Marathon bald das sportliche Niveau des Schwarzwald-Marathons.“
Er bemängelte vor allem, dass unzureichende Prämien keinen Anreiz für stärkere Läufer bilden würden und schon der Drittplatzierte lediglich einen Bierkrug als Belohnung erhalten habe. Nach dem Rennen 1988, das der Tansanier Agapius Masong gewinnen konnte, erneuerte er seine Kritik:
„[Es] fehlt hier in Bremen einfach die Spitze. Die meisten liefen doch ganz allein, da sind gute Zeiten nicht möglich. [...] Mit den vielen Polen kann man die fehlenden Spitzenleute nicht ersetzen. Die laufen nicht auf Zeit, sondern wollen nur Preise einheimsen. Die Veranstalter müssen Farbe bekennen, ob sie Elite oder Volkslauf wollen.“
Ähnlich äußerte sich im gleichen Jahr die Siegerin bei den Frauen, Angelika Dunke:
„Ich bin die ganzen 42 Kilometer alleine gelaufen. Das ist doch kein richtiges Rennen.“
Auch Masongs Manager Volker Wagner stimmte in die Kritik ein:
„Agapius kam nur durch freundschaftliche Beziehungen von Marion Poppen in die Hansestadt. [...] Normal ist so ein Spitzentalent ohne Geld einfach nicht zu kriegen.“
Die meisten Austragungen des Bremen-Marathons in den 1980er und frühen 1990er Jahren waren von der Diskussion begleitet, dass der Veranstaltung ein klares Profil fehle und sich die Organisatoren nicht entscheiden könnten, ob sie ihr Hauptaugenmerk auf den Breiten- oder auf den Spitzensport legen wollten. Der Weser-Kurier konstatierte 1988, dass dem Bremen-Marathon der Ruf als „Provinzlauf“ anhafte. Zwischenzeitlich wurde seitens der Veranstalter auch erwogen, über die Bremer Partnerstädte Riga, Danzig und Dalian bessere Läufer für den Marathon anzuwerben.
1988 – der Marathon wurde mittlerweile vom Landessportbund Bremen, der Stadthalle sowie dem Bremer Leichtathletikverband ausgerichtet – konnte noch einmal ein großer finanzieller Gewinn verzeichnet werden. Organisationsprobleme führten schließlich dazu, dass die Austragung 1992 abgesagt wurde. Es gab Termin-Überschneidungen mit dem Hannover-Marathon und zudem mussten die Veranstalter eingestehen, dass sich der Bremen-Marathon nicht so entwickelt hatte wie erhofft. Man habe sich nicht gegen die regionalen Konkurrenzläufe in Hannover sowie in Hamburg durchsetzen können. Das Rennen 1991 war in finanzieller Hinsicht ein großer Misserfolg und auch das Zuschauerinteresse war merklich zurückgegangen. Zunächst war vorgesehen, lediglich ein Jahr auszusetzen und 1993 wieder einen Bremen-Marathon auszurichten. Dazu kam es allerdings nicht.

### Neustart
Im Jahre 2005 wurde der Bremen-Marathon wiederbelebt und findet seitdem jährlich im Herbst statt. Organisator war Utz Bertschy mit seinem in der Hansestadt ansässigen Sport Ziel Lauf- und Rückenzentrum. Als Veranstalter agierte der von ihm gegründete Marathon Club Bremen e. V. Bei der ersten neuerlichen Austragung am 25. September 2005, zu der 3100 Teilnehmer antraten, war für den schnellsten Bremer und die schnellste Bremerin beziehungsweise für die schnellsten für einen bremischen Verein startenden Athleten ein Preisgeld von jeweils 4219,50 Euro ausgeschrieben. Der Sieger des Jahres 2006, der Pole Jarosław Cichocki, erhielt eine Antrittsprämie in Höhe von 1500 Euro. Davon abgesehen werden allerdings seitdem keine Preisgelder mehr ausgeschüttet. Dies hat zur Folge, dass für den Bremen-Marathon keine namhaften internationalen Läufer mehr angelockt werden können. Vielmehr entwickelte sich die Veranstaltung, begleitet vom Halbmarathon und dem 10-KM-Lauf, zu einem beliebten Volkslauf des Breitensportes. Sie stößt jedes Jahr auf große Resonanz bei den Bremern; regelmäßig säumen bis zu 50.000 Zuschauer die Straßen.
Schirmherr der Veranstaltung war bis 2023 Willi Lemke, ehemals Manager von Werder Bremen und Sportsenator des Bundeslandes Bremen. Er selbst trat 1988 erstmals beim Bremen-Marathon an und absolvierte seitdem mehrere Rennen, unter anderem 2005 abermals den Marathon sowie 2008 und 2010 den Halbmarathon. Nach dem Tod Lemkes im August 2023 übernahm der Bremer Senator für Inneres und Sport Ulrich Mäurer die Schirmherrschaft.
Nachdem sich die Hauptsponsoren von Utz Bertschy getrennt hatten, verweigerte ihm im Jahr 2021 das städtische Amt für Straßen und Verkehr die Genehmigung für die Austragung der Rennen. Stattdessen erhielt der Bremer Leichtathletik-Verband als neuer Ausrichter die Bewilligung.

## Strecke

### Alter Verlauf 1983–1991

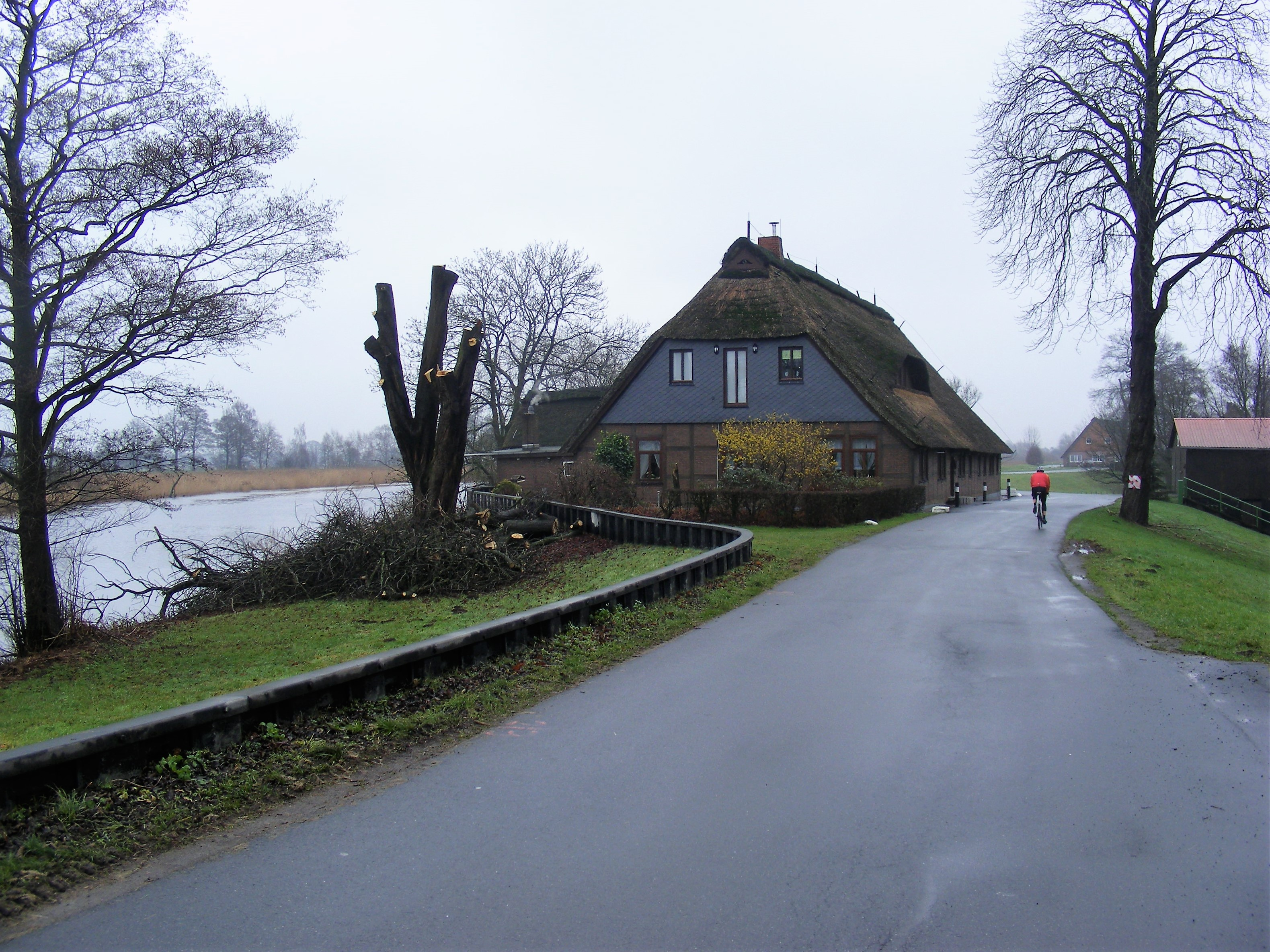
Der Streckenabschnitt über den Wümmedeich war berüchtigt für seinen starken Wind.

In den 1980er und frühen 1990er Jahren führte die Strecke – wie der Name Bremen-Marathon durch Stadt und Land bereits andeutete – nicht nur durch bebautes Stadtgebiet, sondern über viele Kilometer auch durch Marschwiesen und landwirtschaftlich genutzte Flächen. Dieser Umstand war ein Alleinstellungsmerkmal des Bremer Laufes und wurde oft positiv hervorgehoben. In der Diskussion um fehlende Preis- und Antrittsgelder wies 1987 auch Heinz-Helmut Claußen, Präsident des Landessportbundes Bremen, darauf hin und argumentierte, man „habe schließlich in Bremen eine Superstrecke, die Anreiz genug sein müsse.“ Der Lauf begann auf der Bürgerweide, führte dann durch die Wallanlagen in die Altstadt und über den Marktplatz. Anschließend setzte sich die Strecke an der Westseite des Bürgerparks entlang des Torfkanals und dann in nordwestliche Richtung abknickend entlang der Kleinen Wümme ins Blockland fort. Bei Dammsiel – der Mündung der Kleinen Wümme in die Wümme – bog man gen Osten auf den linksseitigen Wümmedeich ein und folgte ihm flussaufwärts bis in den Ortsteil Borgfeld. Es folgte eine Rechtskurve gen Süden in den Jan-Reiners-Weg. Durch das Hollerland, um den Stadtwaldsee herum und durch den Bürgerpark führte die Strecke daraufhin zurück in die Innenstadt, wo sich das Ziel auf der Bürgerweide vor der Stadthalle befand. Ab dem Jahr 1986 endete der Marathon innerhalb der Stadthalle, um eine bessere Atmosphäre beim Zieleinlauf zu schaffen.

### Neuer Verlauf seit 2005

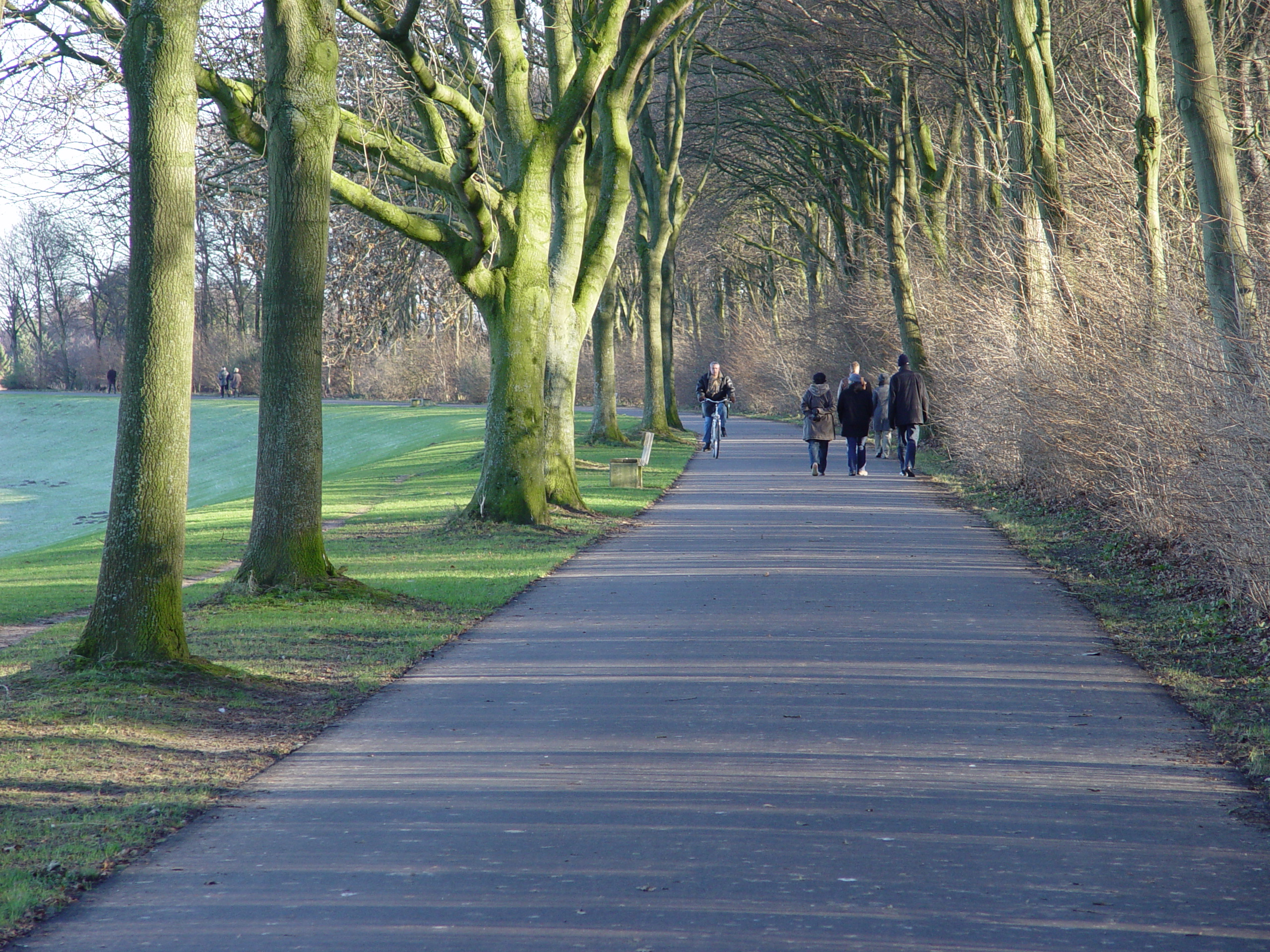
Am Habenhauser Deich an der Südseite des Werdersees, in Höhe des Friedhofes Huckelriede, haben die Läufer in der Regel zehn Kilometer des Marathons hinter sich.

Ab der Neuauflage des Bremen-Marathons im Jahr 2005 lag der Start aller Strecken auf der Theodor-Heuss-Allee und wie schon bei den früheren Austragungen an der Bürgerweide. Am Hauptbahnhof vorbei führte die Marathonstrecke dann in die Altstadt. Nachdem die Sehenswürdigkeiten am Marktplatz passiert waren, lief man durch die Obernstraße zur Kreuzung Am Brill und durch die Martinistraße zur Wilhelm-Kaisen-Brücke. Über diese gelangten die Läufer in die Neustadt auf das linke Ufer der Weser. Nach der Durchquerung einiger Wohngebiete verlief die Strecke an der Südseite von Kleiner Weser und Werdersee bis zum Ortsteil Habenhausen. Die Brücke des Weserwehres führte zurück auf das rechte Weserufer. Durch die Stadt- und Ortsteile Hastedt, Vahr und Horn-Lehe erreichte man beim Campus der Universität Bremen den nördlichsten Punkt der Strecke. Entlang des Bürgerparks und durch setzte sich der Marathon fort Richtung Findorff und Walle bis hin zur Überseestadt. Nach der Wende gelangte man am Weserufer laufend zunächst zur Schlachte und dann über die Weserpromenade zum Weserstadion. Das letzte Stück der Strecke führte über den Osterdeich und die Straße Am Wall in die Bahnhofsvorstadt und von dort über die Bürgerweide zum Ziel an der Stadthalle.
Seit 2010 liegen Start und Ziel aller Läufe auf dem Marktplatz direkt vor dem Bremer Rathaus in der Altstadt. Damit wollte man die Publikumswirkung der Veranstaltung erhöhen. Von Start weg wird über die Obernstraße, Martinistraße und Am Wall und Altenwall um die Stadtmitte herum gelaufen. Ab der Bürgermeister-Smidt-Brücke gleicht der Streckenverlauf dem früheren bis zum Osterdeich. Das letzte Stück der Strecke führt seit der Überarbeitung nun über Martini- und Obernstraße wieder zurück zum Marktplatz. Der Halbmarathon wird am Hauptbahnhof vorbei auf die Parkallee geführt, wo er sich mit der Marathonstrecke vereint. Die 10.000-Meter-Strecke verläuft entlang der Weser zunächst in Richtung der Stephanibrücke, nach welcher sie über Schlachte und Osterdeich zum Weserstadion führt, wo der zweite Wendepunkt liegt. Erneut durch die Innenstadt werden die Athleten über die Martinistraße schließlich auf die Zielgerade in der Obernstraße geleitet.

## Ergebnisstatistiken
In den folgenden Listen werden die Sieger der drei wichtigsten Laufdisziplinen der Veranstaltung aufgeführt. Es sind sowohl die Nationalitäten als auch die Laufzeiten angegeben, wobei die jeweiligen Bestzeiten grün und die langsamsten Zeiten rot markiert sind. Darüber hinaus wird, soweit bekannt, auch die Zahl der Finisher – also derjenigen Läufer, die auch tatsächlich das Ziel erreichten – genannt.

### Marathon
| Datum                        | Finisher                                           | Finisher                                           | Männer                                             | Männer                                             | Frauen                                             | Frauen                                             |
| Datum                        | Insgesamt                                          | Davon Frauen                                       | Sieger                                             | Zeit in h                                          | Sieger                                             | Zeit in h                                          |
| ---------------------------- | -------------------------------------------------- | -------------------------------------------------- | -------------------------------------------------- | -------------------------------------------------- | -------------------------------------------------- | -------------------------------------------------- |
| 6. Okt. 2024                 | 1105                                               | 207                                                | Leonard Maisch                                     | 2:31:09                                            | Galyna Hartischyn                                  | 2:54:46                                            |
| 1. Okt. 2023                 | 916                                                | 187                                                | Simon Bong                                         | 2:25:20                                            | Jennifer Janele                                    | 3:07:07                                            |
| 2. Okt. 2022                 | 483                                                | 115                                                | Lennard Peters                                     | 2:30:13                                            | Brigitte Bülow                                     | 3:26:12                                            |
| 3. Okt. 2021                 | 412                                                | 89                                                 | Oliver Sebrantke -7-                               | 2:43:56                                            | Angelika Schlender-Kamp                            | 3:07:32                                            |
| 4. Okt. 2020                 | Austragung infolge der COVID-19-Pandemie abgesagt. | Austragung infolge der COVID-19-Pandemie abgesagt. | Austragung infolge der COVID-19-Pandemie abgesagt. | Austragung infolge der COVID-19-Pandemie abgesagt. | Austragung infolge der COVID-19-Pandemie abgesagt. | Austragung infolge der COVID-19-Pandemie abgesagt. |
| 6. Okt. 2019                 | 1098                                               | 228                                                | Fabian Fiedler                                     | 2:28:08                                            | Kristina Ziemons                                   | 2:50:50                                            |
| 7. Okt. 2018                 | 906                                                | 166                                                | Jan Knutzen                                        | 2:26:55                                            | Katharina Preuschoff                               | 3:07:55                                            |
| 1. Okt. 2017                 | 956                                                | 185                                                | Andreas Kuhlen                                     | 2:30:06                                            | Katharina Nüser                                    | 2:54:30                                            |
| 2. Okt. 2016                 | 1131                                               | 226                                                | Oliver Sebrantke -6-                               | 2:32:14                                            | Martina Günther                                    | 3:06:48                                            |
| 4. Okt. 2015                 | 1015                                               | 182                                                | Oliver Sebrantke -5-                               | 2:35:26                                            | Anita Ehrhardt                                     | 3:11:49                                            |
| 5. Okt. 2014                 | 1194                                               | 205                                                | Oliver Sebrantke -4-                               | 2:33:01                                            | Sabine Andres                                      | 3:14:16                                            |
| 6. Okt. 2013                 | 819                                                | 151                                                | Oliver Sebrantke -3-                               | 2:32:14                                            | Anna Izabela Böge                                  | 3:01:19                                            |
| 7. Okt. 2012                 | 1118                                               | 183                                                | René Jäger                                         | 2:28:38                                            | Gaby Andres                                        | 2:55:33                                            |
| 4. Okt. 2011                 | 933                                                | 139                                                | Oliver Sebrantke -2-                               | 2:35:56                                            | Frauke Fichtner                                    | 3:07:39                                            |
| 19. Sep. 2010                | 893                                                | 138                                                | Martin Skalsky                                     | 2:31:42                                            | Marlies Meyer                                      | 2:59:31                                            |
| 4. Okt. 2009                 | 1026                                               | 152                                                | Oliver Sebrantke                                   | 2:38:11                                            | Eva Brinkmann                                      | 2:59:29                                            |
| 28. Sep. 2008                | 973                                                | 122                                                | José Manuel Perino                                 | 2:32:45                                            | Tanja Hooß                                         | 3:04:17                                            |
| 30. Sep. 2007                | 1238                                               | 167                                                | Rolf Schwabe                                       | 2:34:05                                            | Inga Ruhl                                          | 2:48:03                                            |
| 24. Sep. 2006                | 1585                                               | 234                                                | Jarosław Cichocki                                  | 2:22:56                                            | Angela Welp                                        | 3:14:32                                            |
| 25. Sep. 2005                | 2317                                               | 330                                                | Marek Dryja                                        | 2:25:37                                            | Fakja Hofmann                                      | 2:58:34                                            |
| 1992 – 2004 keine Austragung |                                                    |                                                    |                                                    |                                                    |                                                    |                                                    |
| 28. Apr. 1991                | k. A.                                              | k. A.                                              | Boay Gurgo                                         | 2:15:39                                            | Petra Liebertz                                     | 2:38:39                                            |
| 29. Apr. 1990                | k. A.                                              | k. A.                                              | Andreas Wüstefeld                                  | 2:25:06                                            | Dagmar Knudsen                                     | 2:46:39                                            |
| 9. Apr. 1989                 | 1466                                               | k. A.                                              | Heinz-Bernhardt Bürger                             | 2:16:42                                            | Ewa Wrzosek                                        | 2:48:46                                            |
| 11. Sep. 1988                | k. A.                                              | k. A.                                              | Agapius Masong                                     | 2:17:18                                            | Angelika Dunke                                     | 2:39:48                                            |
| 3. Mai 1987                  | k. A.                                              | k. A.                                              | Udo Grimm                                          | 2:21:59                                            | Angelika Böttcher                                  | 2:59:48                                            |
| 27. Apr. 1986                | k. A.                                              | k. A.                                              | Jozef Machálek                                     | 2:15:58                                            | Elke Kramer                                        | 2:48:38                                            |
| 28. Apr. 1985                | k. A.                                              | k. A.                                              | Jürgen Schulze                                     | 2:19:49                                            | Gudrun Salomon                                     | 2:51:30                                            |
| 6. Mai 1984                  | 2745                                               | k. A.                                              | Kjell-Erik Ståhl -2-                               | 2:13:47                                            | Ursula Koether                                     | 2:47:32                                            |
| 24. Apr. 1983                | k. A.                                              | k. A.                                              | Kjell-Erik Ståhl                                   | 2:12:38                                            | Brigitte Lielpopp                                  | 2:54:54                                            |

### Halbmarathon
| Datum                        | Finisher                                           | Finisher                                           | Männer                                             | Männer                                             | Frauen                                             | Frauen                                             |
| Datum                        | Insgesamt                                          | Davon Frauen                                       | Sieger                                             | Zeit in h                                          | Sieger                                             | Zeit in h                                          |
| ---------------------------- | -------------------------------------------------- | -------------------------------------------------- | -------------------------------------------------- | -------------------------------------------------- | -------------------------------------------------- | -------------------------------------------------- |
| 6. Okt. 2024                 | 3645                                               | 1321                                               | Filimon Gezae                                      | 1:09:44                                            | Katharina Saathoff -3-                             | 1:18:12                                            |
| 1. Okt. 2023                 | 2927                                               | 1905                                               | Simon Müller                                       | 1:07:55                                            | Angela Moesch                                      | 1:22:19                                            |
| 2. Okt. 2022                 | 1228                                               | 622                                                | Leonard Maisch                                     | 1:12:11                                            | Katharina Saathoff -2-                             | 1:16:55                                            |
| 3. Okt. 2021                 | 1254                                               | 385                                                | Aaron Dorn                                         | 1:15:56                                            | Katharina Saathoff                                 | 1:23:45                                            |
| 4. Okt. 2020                 | Austragung infolge der COVID-19-Pandemie abgesagt. | Austragung infolge der COVID-19-Pandemie abgesagt. | Austragung infolge der COVID-19-Pandemie abgesagt. | Austragung infolge der COVID-19-Pandemie abgesagt. | Austragung infolge der COVID-19-Pandemie abgesagt. | Austragung infolge der COVID-19-Pandemie abgesagt. |
| 6. Okt. 2019                 | 3294                                               | 1159                                               | Christian Güssow                                   | 1:15:29                                            | Marie Lienemann                                    | 1:21:50                                            |
| 7. Okt. 2018                 | 3376                                               | 1132                                               | Jarkko Järvenpää                                   | 1:07:13                                            | Jana Baum                                          | 1:21:19                                            |
| 1. Okt. 2017                 | 3235                                               | 1058                                               | Haftom Welday -2-                                  | 1:08:28                                            | Mareile Kitzel                                     | 1:21:21                                            |
| 2. Okt. 2016                 | 3434                                               | 1165                                               | Haftom Welday                                      | 1:11:46                                            | Annika Krull -2-                                   | 1:20:21                                            |
| 4. Okt. 2015                 | 3313                                               | 1070                                               | Maik Willbrandt                                    | 1:08:56                                            | Annika Krull                                       | 1:24:52                                            |
| 5. Okt. 2014                 | 3119                                               | 1011                                               | Christian Wiese                                    | 1:11:46                                            | Nicole Krinke -3-                                  | 1:22:04                                            |
| 6. Okt. 2013                 | 2888                                               | 837                                                | Jan Oliver Hämmerling -2-                          | 1:10:50                                            | Nicole Krinke -2-                                  | 1:20:55                                            |
| 7. Okt. 2012                 | 2789                                               | 816                                                | Jan Oliver Hämmerling                              | 1:09:48                                            | Katrin Kreil                                       | 1:23:08                                            |
| 4. Okt. 2011                 | 2622                                               | 781                                                | Thomas Bartholome                                  | 1:09:18                                            | Nicole Krinke                                      | 1:20:16                                            |
| 19. Sep. 2010                | 1990                                               | 575                                                | Volker Goineau                                     | 1:09:55                                            | Marina Hilschenz                                   | 1:18:19                                            |
| 4. Okt. 2009                 | 2196                                               | 636                                                | Markus Pingpank -2-                                | 1:12:57                                            | Sandra Kusserow                                    | 1:28:42                                            |
| 28. Sep. 2008                | 1747                                               | 465                                                | Wilhelm Hofmann                                    | 1:16:20                                            | Julia Luck                                         | 1:27:07                                            |
| 30. Sep. 2007                | 1672                                               | 420                                                | Markus Pingpank                                    | 1:10:21                                            | Carolin Schiff                                     | 1:28:16                                            |
| 24. Sep. 2006                | 1270                                               | 362                                                | Roland Soltész                                     | 1:12:24                                            | Manuela Sporleder                                  | 1:25:19                                            |
| 1983 – 2005 keine Austragung |                                                    |                                                    |                                                    |                                                    |                                                    |                                                    |

### 10.000-Meter-Lauf
Bei seinen ersten beiden Austragungen 1986 und 1987 wurde der 10.000-Meter-Lauf „Minimarathon“ genannt. Anschließend firmierte er bis zur Einstellung 1991 als „Rolandlauf“.
| Datum                        | Finisher                                           | Finisher                                           | Männer                                             | Männer                                             | Frauen                                             | Frauen                                             |
| Datum                        | Insgesamt                                          | Davon Frauen                                       | Sieger                                             | Zeit in min                                        | Sieger                                             | Zeit in min                                        |
| ---------------------------- | -------------------------------------------------- | -------------------------------------------------- | -------------------------------------------------- | -------------------------------------------------- | -------------------------------------------------- | -------------------------------------------------- |
| 6. Okt. 2024                 | 1583                                               | 743                                                | Kevin Eisermann                                    | 31:01                                              | Carolin Kirtzel -4-                                | 34:41                                              |
| 1. Okt. 2023                 | 1278                                               | 589                                                | Sebastian Elvers                                   | 32:44                                              | Carolin Kirtzel -3-                                | 35:41                                              |
| 2. Okt. 2022                 | 584                                                | 450                                                | Sebastian Kohlwes                                  | 32:38                                              | Carolin Kirtzel -2-                                | 34:44                                              |
| 3. Okt. 2021                 | 694                                                | 287                                                | Michael Majewski                                   | 32:00                                              | Carolin Kirtzel                                    | 34:38                                              |
| 4. Okt. 2020                 | Austragung infolge der COVID-19-Pandemie abgesagt. | Austragung infolge der COVID-19-Pandemie abgesagt. | Austragung infolge der COVID-19-Pandemie abgesagt. | Austragung infolge der COVID-19-Pandemie abgesagt. | Austragung infolge der COVID-19-Pandemie abgesagt. | Austragung infolge der COVID-19-Pandemie abgesagt. |
| 6. Okt. 2019                 | 2038                                               | 973                                                | Lukas Abele                                        | 31:19                                              | Merle Wiegand                                      | 37:42                                              |
| 7. Okt. 2018                 | 1847                                               | 839                                                | Marius Abele                                       | 31:32                                              | Anna Riske                                         | 37:34                                              |
| 1. Okt. 2017                 | 1963                                               | 883                                                | Jarkko Järvenpää -4-                               | 29:46                                              | Valerie Moser                                      | 38:06                                              |
| 2. Okt. 2016                 | 2062                                               | 943                                                | Jarkko Järvenpää -3-                               | 29:48                                              | Sara Szymanska                                     | 39:28                                              |
| 4. Okt. 2015                 | 2095                                               | 905                                                | Christoph Deppe                                    | 32:53                                              | Nicole Krinke -3-                                  | 37:29                                              |
| 5. Okt. 2014                 | 2187                                               | 917                                                | Klaus Eickel                                       | 32:59                                              | Mareike Bechtloff                                  | 36:42                                              |
| 6. Okt. 2013                 | 1664                                               | 640                                                | Jarkko Järvenpää -2-                               | 29:10                                              | Ulla Gatzweiler                                    | 37:18                                              |
| 7. Okt. 2012                 | 1719                                               | 703                                                | Jarkko Järvenpää                                   | 28:58                                              | Katrin Friedrich                                   | 37:52                                              |
| 4. Okt. 2011                 | 1371                                               | 577                                                | Stefan Bölke                                       | 34:50                                              | Sandra Sahlmann                                    | 37:29                                              |
| 19. Sep. 2010                | 1108                                               | 436                                                | Jan Oude-Aost                                      | 33:51                                              | Nicole Krinke -2-                                  | 38:36                                              |
| 4. Okt. 2009                 | 1298                                               | 579                                                | Volker Goineau                                     | 33:04                                              | Christine Grammer                                  | 39:55                                              |
| 28. Sep. 2008                | 1060                                               | 407                                                | Daniel Tobry                                       | 33:17                                              | Nicole Krinke                                      | 39:22                                              |
| 30. Sep. 2007                | 1045                                               | 391                                                | Stephan Immega                                     | 31:56                                              | Rebecka Weise-Jung                                 | 39:17                                              |
| 24. Sep. 2006                | 911                                                | 371                                                | Ingo Müller                                        | 33:29                                              | Ilona Pfeiffer                                     | 38:01                                              |
| 25. Sep. 2005                | 953                                                | 314                                                | Maik Wollherr                                      | 33:00                                              | Daniela Hungermann                                 | 37:36                                              |
| 1992 – 2004 keine Austragung |                                                    |                                                    |                                                    |                                                    |                                                    |                                                    |
| 28. Apr. 1991                | k. A.                                              | k. A.                                              | Jacob Ngunzu -2-                                   | 30:55                                              | Petra Dieker                                       | 39:24                                              |
| 29. Apr. 1990                | k. A.                                              | k. A.                                              | Jacob Ngunzu                                       | 29:45                                              | k. A.                                              | k. A.                                              |
| 9. Apr. 1989                 | k. A.                                              | k. A.                                              | Dirk Sander                                        | 29:58                                              | Ewa Mierzwa                                        | 37:54                                              |
| 11. Sep. 1988                | k. A.                                              | k. A.                                              | Dariusz Nawrocky                                   | 30:54                                              | Annette Ruhig                                      | 39:26                                              |
| 3. Mai 1987                  | k. A.                                              | k. A.                                              | Thomas Lange                                       | 31:32                                              | Irena Czuta                                        | 36:37                                              |
| 27. Apr. 1986                | k. A.                                              | k. A.                                              | Alex Rodgers                                       | 30:54                                              | Charlotte Teske                                    | 34:16                                              |
| 1983 – 1985 keine Austragung |                                                    |                                                    |                                                    |                                                    |                                                    |                                                    |